# Synagoga Beth Israel w Eugene
Synagoga Beth Israel w Eugene (ang. Temple Beth Israel in Eugene) – synagoga znajdująca się w Eugene w stanie Oregon, przy 1175 East 29th Avenue. Jest największą synagogą w mieście.
Synagoga została założona w 1934 roku z inicjatywy rekonstrukcjonistycznej Kongregacji Beth Israel, zrzeszającej obecnie około 400 rodzin. Obecnymi rabinami synagogi są Yitzhak Husbands-Hankin i Maurice Harris.